# 真藤順丈
真藤 順丈（しんどう じゅんじょう、1977年11月3日 -）は、日本の小説家。
2008年から2009年にかけて、4つの新人賞を相次いで受賞しデビューした。受賞したのは、刊行順にダ・ヴィンチ文学賞大賞（『地図男』）、日本ホラー小説大賞大賞（『庵堂三兄弟の聖職』）、電撃小説大賞銀賞（『東京ヴァンパイア・ファイナンス』）、ポプラ社小説大賞特別賞（『RANK』）。2018年に『宝島』で山田風太郎賞、2019年には同作で第160回直木三十五賞を受賞。

## 人物
学生時代、自主映画やウェブコンテンツを製作する創作集団を結成。映画監督を志して映像関係の仕事にたずさわり、そのかたわらで小説の執筆も始める。のちに小説に専念し、長編短編あわせて10作ほどを投稿するがことごとく落選。30歳になって一念発起、一年間で毎月一作を各新人賞に応募して、すべて駄目なら小説家の道はあきらめると決める。生活を切りつめて執筆に臨み、純文学系からライトノベルまで様々なジャンルの作品を投稿して、四作が受賞。2008年にNHK「おはよう日本」やTBS「王様のブランチ」などで特集が組まれる。
ホラー、ミステリ、幻想怪奇、SF、アウトロー小説といったジャンルにとらわれない幅広い作品を発表。ホラー大賞受賞の選評で、高橋克彦は「異常な状況に、笑いや人の心の温かさを加味する才能」を評価している。また、平山夢明は「〈魂の救済〉をテーマとし、物語の〈極限〉を提示しようとしている」と評している。
2009年からは、WOWOW「ノンフィクションW」にナビゲーターとしてゲスト出演したり、映画『眼球遊園〈大日本ノックアウトガール〉』に彫り師役として出演するなど、活動の幅をひろげている。
近代文学では安部公房や三島由紀夫を愛好する。現代の作家では平山夢明、村上春樹、村上龍、貴志祐介などを挙げている。

## 受賞歴
- 2008年

「地図男」で第3回ダ・ヴィンチ文学賞大賞受賞
「庵堂三兄弟の聖職」で第15回日本ホラー小説大賞大賞受賞
「東京ヴァンパイア・ファイナンス」で第15回電撃小説大賞銀賞受賞
「RANK」で第3回ポプラ社小説大賞特別賞受賞
- 2018年

『宝島』で第9回山田風太郎賞、第1回細谷正充賞受賞
- 2019年

『宝島』で第160回直木三十五賞、第5回沖縄書店大賞受賞

## 作品リスト

### 小説
- 地図男（2008年9月、メディアファクトリー / 2011年2月、MF文庫ダ・ヴィンチ / 2019年3月、角川文庫）
- 庵堂三兄弟の聖職（2008年10月、角川書店 / 2010年8月、角川ホラー文庫）
- 東京ヴァンパイア・ファイナンス（2009年2月、電撃文庫）
- RANK（2009年5月、ポプラ社 / 2011年12月、ポプラ文庫）
- バイブルDX（2010年3月、メディアファクトリー）
- 畦と銃（2011年7月、講談社 / 2014年4月、講談社文庫）
  - 収録作品：拳銃と農夫 / 第二次間伐戦争 / ガウチョ防衛線 / あぜやぶり・リターンズ
- 墓頭（2012年12月、角川書店 / 2015年10月、角川文庫）
- 七日じゃ映画は撮れません（2014年3月、実業之日本社 / 2018年12月、実業之日本社文庫）
  - 収録作品：天国の真下で / ODコネクション / 魔弾の射手 / 声と鼓膜のあわい / 蜃気楼のドレス / THE BANDIT WORKS / 太陽のまがいもの / 映像特典 / プロデューサーと災禍の歴史 / アンダーヘブン撮影記 / それでは映画の時間です （※短編＋長編の連作形式）
- しるしなきもの（2015年1月、幻冬舎）
- 黄昏旅団（2015年4月、文藝春秋 / 2019年4月、文春文庫）
- 夜の淵をひと廻り（2016年1月、KADOKAWA / 2018年11月、角川文庫）
  - 収録作品：蟻塚 / 優しい夜の紳士 / 着飾るヴィジランテ / 笛吹き男はそこにいる / 悪の家 / 新生 / ぼくは猿の王子さま / スターテイル / 夜の淵をひと廻り
- 宝島（2018年6月、講談社 / 2021年7月、講談社文庫）
- われらの世紀 真藤順丈作品集（2021年4月、光文社）
  - 収録作品：恋する影法師 / 一九三九年の帝国ホテル / レディ・フォックス / 笑いの世紀 / 異文字 / ダンデライオン&タイガーリリー / 無謀の騎士 / 血の潮 / 終末芸人 / ブックマン――ありえざる奇書の年代記
- ものがたりの賊（2021年11月、文藝春秋）

### オリジナルノベライズ
- GANTZ/EXA（2011年1月、集英社 JUMP j BOOKS）

奥浩哉「GANTZ」を基にしたオリジナルノベライズ。原案 / 構成・平山夢明
- ジョジョの奇妙な冒険 無限の王（2024年4月 集英社）

### 編著
- 真藤順丈リクエスト！絶滅のアンソロジー（2021年8月、光文社 / 2022年9月、光文社文庫）

### アンソロジー 参加作品
- ボルヘスハウス909（『怪物團 異形コレクションXLIII』2009年8月、光文社文庫）
- 終末芸人（『喜劇綺劇 異形コレクションXLIV』2009年12月、光文社文庫）
- 餓え（『憑依 異形コレクションXLV』2010年5月、光文社文庫）
- CLASSIC（『Fの肖像 フランケンシュタインの幻想たち 異形コレクションXLVI』2010年9月、光文社文庫）
- 十億年浴場（『邪神宮 闇に囁くものたちの肖像』2011年4月、学研パブリッシング）
- 長い呪い（「怪談実話 FKB話 饗宴」2011年5月、竹書房文庫）
- 夜のひと群れ（『怪談実話系6 書き下ろし怪談文芸競作集』2011年6月、MF文庫ダ・ヴィンチ）
- 異文字（「物語のルミナリエ 異形コレクションXLVIII」2011年12月、光文社文庫）
- クライクライ（『憑きびと 「読楽」ホラー小説アンソロジー』2016年2月、徳間文庫）
- 蟻塚（『沈黙の狂詩曲 最新ベストミステリー』2019年11月、光文社）
- 愛にまつわる三つの掌篇（『ダーク・ロマンス 異形コレクションXLIX』2020年11月、光文社文庫）
- ブックマン――ありえざる奇書の年代記（『蠱惑の本 異形コレクションL』2020年12月、光文社文庫）
- オキシジェン（『緊急事態下の物語』2021年6月、河出書房新社）
- グレート・ナンバーズ（『短編ホテル』2021年9月、集英社）
- キングズベリー・ラン（『狩りの季節 異形コレクションLII』2021年11月、光文社文庫）

### 単行本未収録作

#### 連載
- ヴンダーカマー文学譚（HB ホーム社文芸図書WEBサイト 2019年8月30日 - ）
- P（『読楽』2020年7月号 - ）
- 愚者の殺人（『小説幻冬』2020年8月号 - ）
- 無限の王（『JOJO magazine』2022 SPRING - ）

#### 連載終了
- ゴッドブレス（『小説トリッパー』2010年秋季号 - ）
- オメガ・スポーツ（『小説すばる』2012年9月号 - ）
- 銀の夜は人にあらず（『小説宝石』2013年4月号 - ）
- 塔の国（『ミステリーズ！』vol.93 FEBRUARY 2019 - vol.104 DECEMBER 2020）
- ビヘイビア（『文芸カドカワ』2019年7月号 - 2019年8月号、『カドブンノベル』2019年9月号 - 2020年12月号）
- 奈落の子（『週刊新潮』2020年11月26日号 - 2021年11月11日号）

#### 短編
- まどろみの聖櫃（『野性時代』2008年12月号）
- 墓苑の皮（『野性時代』2009年5月号）

上記二作は『庵堂三兄弟の聖職』のスピンオフ作品
- アップデート狂（『小説すばる』2009年1月号）
- 闇はぼくたちの窓（『小説現代』2009年8月号）
- 野生の獅子舞（『小説すばる』2009年11月号）
- メロディアス（『小説すばる』2010年8月号）
- 隠り社（「『小説宝石』2011年9月号）
- クライクライ（『読楽』2014年9月号）
- 死神（『小説現代』2018年4月号)

古典落語「死神」の翻案
- ある寵児（『オール讀物』2019年9・10月合併号)
- アッシュ・トゥ・アッシュ（『文春ムック 週刊文春 FASHION is SCANDAL!!週刊文春が迫る、BEAMSの世界。』2019年10月)
- アリューシャン海獣ラリー（『小説 野性時代』2019年12月号）
- ブーテン（『小説現代」2020年5月号）
- (ex)：絶滅教育（『小説宝石』2020年6月号)
- 25セント（『小説現代』2020年8月号）
- 五つ目の石（『小説現代』2020年9月号）
- アーニーパイルで逢いましょう（『小説現代』2020年11月号）
- キングタイド（『小説 野性時代』2020年12月号）
- 王立遊園地のスリラー（『小説 野性時代』2020年12月号）
- 海の眼（『怪と幽』2020年5月 vol.004、2020年9月 vol.005、2020年12月 vol.006)
- オキシジェン（『文藝』2021年春季号)
- 家族の唄（『小説現代』2021年5・6月合併号
- インディゴの塵（『小説 野性時代』特別編集　2021年冬号）

#### 帯文・解説
- 河崎秋子『土に贖う』（2019年9月、集英社）：帯文
- 李龍徳『あなたが竹槍で私を突き殺す前に』（2020年3月、河出書房新社）：帯文
- 角幡唯介『漂流』（2020年4月、新潮社文庫）：解説
- 藤井誠二『沖縄アンダーグラウンド』（2021年5月、集英社文庫 ）：解説